# Bobby Howlett
Robert Victor Howlett (sinh ngày 12 tháng 12 năm 1948) là một cựu cầu thủ bóng đá người Anh thi đấu ở Football League ở vị trí hậu vệ cho Southend United và Colchester United. Ông bắt đầu sự nghiệp tại Chelsea khi không thể có mặt ở đội một.

## Sự nghiệp
Sinh ra ở West Ham, Essex, Howlett kí hợp đồng với Chelsea với tư cách cầu thủ trẻ, trước khi kí hợp đồng với Southend United. Ông không có trận ra sân nào tại Chelsea, và chỉ thi đấu 6 trận ở giải quốc nội cho Southend từ năm 1967 đến năm 1969, đá chính 4 trận và vào sân từ dự bị 2 trận, và cũng đá chính 1 trận ở Cúp FA.
Howlett kí hợp đồng với kình địch Essex Colchester United vào tháng 7 năm 1969, và có màn ra mắt ngày 9 tháng 8 năm 1969 trên sân Sincil Bank trong trận hòa 3-3 với Lincoln City. Ông có thêm 15 trận nữa cho The U's. Ngày 18 tháng 4 năm 1970, Howlett thi đấu trận cuối cùng, sau khi vào sân từ dự bị ở phút 72 cho Ray Whittaker, ông bị gãy chân phải kết thúc sự nghiệp khi tranh chấp với Peter Gelson vào phút 88 trong thất bại 2-0 trên sân khách trước Brentford. Ông buộc phải giải nghệ sau chấn thương này.